# Mount Wilson, New South Wales
Mount Wilson är en ort i Australien. Den ligger i kommunen City of Blue Mountains och delstaten New South Wales, i den sydöstra delen av landet, omkring 87 kilometer nordväst om delstatshuvudstaden Sydney. Antalet invånare är 220.
Runt Mount Wilson är det ganska glesbefolkat, med 43 invånare per kvadratkilometer.. Närmaste större samhälle är Blackheath, omkring 17 kilometer sydväst om Mount Wilson. 